# Dioon
Genre
Dioon est un genre de Cycas de la famille Zamiaceae. Il est originaire du Mexique et d'Amérique centrale. Leurs habitats comprennent les forêts tropicales, les forêts de pins et de chênes, et coteaux secs, des canyons et des dunes côtières.
Tous les genres des Cycadales, dont le Dioon sont dioïques, au tronc cylindrique, généralement avec beaucoup de feuilles. Les feuilles sont grandes et persistantes aux nombreux folioles.
Le genre est généralement divisé en deux groupes de morphologie distincte. La première comprend D. mejiae, D. rzedowskii, et D. spinulosum, qui sont caractérisés par la grande taille de leurs frondes et de leurs cônes.
Le second groupe contient D. califanoi, D. caputoi, D. edule, D.
holmgrenii, D. merolae, D. purpusii, D. sonorense, et D. tomasellii, qui sont plus petits dans l'ensemble, avec des troncs plus courts, frondes beaucoup plus courtes, et de petits cônes.
Les feuilles sont pennées, disposées en spirale et entrecoupées de cataphylles. Les sporophylles ne sont pas en rangées verticales dans des cônes, et les sommets de mégasporophylle sont largement aplatis, renversés, et se chevauchent.

## Liste d'espèces
Selon ITIS (26 juin 2014) :
- Dioon angustifolium Miq.
- Dioon argenteum T.J. Greg., Chemnick, Salas-Mor. & Vovides
- Dioon califanoi De Luca & Sabato
- Dioon caputoi De Luca, Sabato & Vázq. Torres
- Dioon edule Lindl.
- Dioon holmgrenii De Luca, Sabato & Vázq. Torres
- Dioon mejiae Standl. & L.O. Williams
- Dioon merolae De Luca, Sabato & Vázq. Torres
- Dioon purpusii Rose
- Dioon rzedowskii De Luca, A. Moretti, Sabato & Vázq. Torres
- Dioon sonorense (De Luca, Sabato & Vázq. Torres) Chemnick, T.J. Greg. & Salas-Mor.
- Dioon spinulosum Dyer ex Eichler
- Dioon stevensonii Nic.-Mor. & Vovides
- Dioon tomasellii De Luca, Sabato & Vázq. Torres

Selon World Checklist of Selected Plant Families (WCSP) (26 juin 2014) :
- Dioon angustifolium Miq. (1848)
- Dioon argenteum T.J.Greg. & al. (2003)
- Dioon califanoi De Luca & Sabato (1979)
- Dioon caputoi De Luca, Sabato & Vázq.Torres (1980)
- Dioon edule Lindl. (1843)
- Dioon holmgrenii De Luca, Sabato & Vázq.Torres (1981)
- Dioon mejiae Standl. & L.O.Williams (1950)
- Dioon merolae De Luca, Sabato & Vázq.Torres (1981)
- Dioon purpusii Rose (1909)
- Dioon rzedowskii De Luca & al. (1980)
- Dioon sonorense (De Luca, Sabato & Vázq.Torres) Chemnick, T.J.Greg. & Salas-Mor. (1997 publ. 1998)
- Dioon spinulosum Dyer ex Eichl. (1883)
- Dioon stevensonii Nic.-Mor. & Vovides (2009)
- Dioon tomasellii De Luca, Sabato & Vázq.Torres (1984)

Selon NCBI (26 juin 2014) :
- Dioon angustifolium
- Dioon argenteum
- Dioon califanoi
- Dioon caputoi
- Dioon edule
- Dioon holmgrenii
- Dioon mejiae
- Dioon merolae
- Dioon purpusii
- Dioon rzedowskii
- Dioon sonorense
- Dioon spinulosum
- Dioon stevensonii
- Dioon tomasellii

Selon The Plant List (26 juin 2014) :
- Dioon argenteum T.J.Greg. & al.
- Dioon califanoi De Luca & Sabato
- Dioon edule Lindl.
- Dioon mejiae Standl. & L.O.Williams
- Dioon purpusii Rose
- Dioon rzedowskii De Luca & al.
- Dioon spinulosum Dyer ex Eichl.

Selon Tropicos (26 juin 2014) (Attention liste brute contenant possiblement des synonymes) :
- Dioon aculeatum Lem.
- Dioon angustifolium Miq.
- Dioon argenteum T.J. Greg., Chemnick, Salas-Mor. & Vovides
- Dioon califanoi De Luca & Sabato
- Dioon caputoi De Luca, Sabato & Vázq. Torres
- Dioon edule Lindl.
- Dioon holmgrenii De Luca, Sabato & Vázq. Torres
- Dioon imbricatum Miq.
- Dioon mejiae Standl. & L.O. Williams
- Dioon merolae De Luca, Sabato & Vázq. Torres
- Dioon pectinatum Mast.
- Dioon purpusii Rose
- Dioon rzedowskii De Luca, A. Moretti, Sabato & Vázq. Torres
- Dioon sonorense (De Luca, Sabato & Vázq. Torres) Chemnick, T.J. Greg. & Salas M., Silvia H.
- Dioon spinulosum Dyer
- Dioon strobilaceum Lem. ex A. DC.
- Dioon tellezii Rose
- Dioon tomasellii De Luca, Sabato & Vázq. Torres